# Silent Treatment

Silent Treatment est le troisième album du groupe The Bled, sorti le 25 septembre 2007 chez Vagrant Records.

## Liste des chansons
1. Shadetree Mechanics - 3:15
2. You Should Be Ashamed Of Myself - 2:32
3. Threes Away - 4:06
4. Asleep On The Frontlines - 5:33
5. Platonic Sleepover Massacre - 1:01
6. Starving Artiste - 2:34
7. The Silver Lining - 2:16
8. Some Just Vanish - 2:54
9. Breathing Room Barricades - 4:58
10. Beheaded My Way - 3:11
11. My Bitter Half - 3:23

## Chanson Bonus
Sur la version vinyle: Catholic Schoolgirl Blues

## FaceB et Remixe
Asleep On The Frontlines (Appliantz Remix) - 5:33 Sur The Resident Evil: Extinction Soundtrack

## Pré-commande
Il était possible de pré-commander sur le site www.interpunk.com interpunk.com une édition limitée à 300 exemplaires en vinyle vert avec le CD, mais cela a été changé par un double LP un jour avant sa sortie ce qui a provoqué une semaine de retard dans l'expédition. Les vinyles sont vert translucide.